# Mount Maxwell Park
Mount Maxwell Park är en park i Kanada.   Den ligger i provinsen British Columbia, i den sydvästra delen av landet, 3 600 km väster om huvudstaden Ottawa. Mount Maxwell Park ligger 358 meter över havet. Den ligger på ön Saltspring Island.
Terrängen runt Mount Maxwell Park är huvudsakligen kuperad. Mount Maxwell Park ligger uppe på en höjd. Närmaste större samhälle är North Cowichan, 13,0 km väster om Mount Maxwell Park. 
I omgivningarna runt Mount Maxwell Park växer i huvudsak blandskog.